# Третья англо-афганская война
Третья Англо-афганская война 1919 года (англ. Third Anglo-Afghan War, пуш.: د افغان-انګرېز درېمه جګړه) — вооружённая борьба Афганистана против Британской индийской армии в защиту провозглашённой независимости страны от иностранного вмешательства. Попытка Великобритании силой подчинить себе Афганистан окончилась неудачей.
21 февраля 1919 года на эмирский престол в Афганистане взошёл Аманулла-хан. Поддерживаемый армией и радикальной партией «младоафганцев», он объявил о ликвидации политической зависимости страны от Великобритании. 3 мая англо-индийская армия вторглась в страну на Хайберском, Вазиристанском и Кандагарском направлении, в ответ Аманулла-хан объявил им джихад. Но 50-тысячная афганская армия не смогла остановить их наступление и уже 5 мая была разгромлена. Только на следующий день в Кабуле получили ноту Великобритании с официальным объявлением войны. Английские самолёты нанесли бомбовые удары по Джелалабаду и Кабулу. Пограничные афганские племена подняли восстания против англичан, и в это же время в Индии усилилось национально-освободительное движение. 3 июня было заключено перемирие между английскими и афганскими войсками. 8 августа 1919 года в Равалпинди (Британская Индия) был подписан предварительный мирный договор Великобритании с Афганистаном, по которому последнему давалась независимость во внешней политике.

## Предыстория
Для англичан в Индии Афганистан издавна рассматривался в качестве потенциальной угрозы. Помимо конфликтов с собственно афганцами, Лондон опасался, что афганские территории могут стать форпостом для возможного вторжения войск Российской империи в Индию. В период русско-английского противостояния на Востоке, так называемой «Большой игры», британцы предпринимали многочисленные попытки навязать свою волю Кабулу и в течение XIX-го столетия провели две дорогостоящих войны против афганцев — в 1838-1842 и в 1878-1880 годах.
Окончание Второй афганской войны в 1880 году положило начало почти 40 годам достаточно хороших отношений между Великобританией и Афганистаном под руководством Абдур-Рахмана и Хабибулла-хана. В это время британцы пытались управлять афганской внешней политикой посредством финансовых субсидий Кабулу. Страна формально оставалась независимой, однако по условиям Гандамакского договора (1879) афганский правитель признавал, что у него «…нет другого окна с видом на внешний мир, кроме окна в Индию».
Смерть в 1901 году эмира Абдур-Рахмана косвенно стала причиной войны, которая началась 18 лет спустя. Его преемник Хабибулла был прагматичным лидером, который попеременно выступал на стороне Великобритании и России, в зависимости от того, кто выплатит более весомую сумму. Несмотря на недовольство оформлением между Англией и Россией сфер влияния на востоке по условиям англо-русской конвенции 1907 года, Афганистан сохранял нейтралитет во время Первой мировой войны (1914—1918). Эмир сопротивлялся значительному давлению со стороны Османской империи, когда та выступила на стороне кайзеровской Германии, и турецкий султан призвал к джихаду против европейцев.
Несмотря на сохранение нейтралитета в конфликте, Хабибулла принял турецко-немецкую миссию в Кабуле и вновь попытался выгадать для себя наилучшие финансовые условия, играя на противоречиях держав. Внутри страны он уклонялся от просьб о помощи от племенных вождей, которые рассчитывали подорвать английское господство в пограничных с Индией землях. Отправка большинства солдат Британской Индии воевать за рубежом, а также новости о британских поражениях в боях с турками и усилия турецких агентов, подстегнули волнения в некоторых афганских племенах в 1915 году. Несмотря на ряд мятежей, граница между Индией и Афганистаном в целом оставались спокойной, тем более Англия не может себе позволить вступать в новый конфликт по ходу большой войны.
Турецко-германская миссия покинула Кабул в 1916 году, убедив Хабибуллу, что Афганистан должен быть независимым государством, не обязанным никому. С окончанием Первой мировой войны Хабибулла попытался получить награду от британского правительства за свой нейтралитет во время войны и даже потребовал для Афганистана места на Версальской мирной конференции в 1919 году. Эта просьба была отклонена вице-королём Индии Фредериком Тезиджером, лордом Челмсфордом. Были запланированы дальнейшие переговоры, но 19 февраля 1919 года Хабибулла был убит.
Убийство эмира привело к борьбе за власть между братом Хабибуллы Насрулла-ханом и третьим сыном Хабибуллы Аманулла-ханом. Однако афганская армия подозревала Амануллу в причастности к смерти отца. В апреле 1919 года Аманулла пообещал реформы в системе государственного управления. Он заявил, что следует ликвидировать принудительный труд, тиранию и угнетение, что Афганистан должен быть свободным и независимым и больше не связанным Гандамакским договором.
Захватив трон, Аманулла арестовал Насруллу по обвинению в убийстве Хабибуллы и приговорил его к пожизненному заключению. Насрулла был лидером консерваторов Афганистана, и его заключение облегчило положение Амануллы. К апрелю 1919 года новый эмир понял, что если он не сможет найти способ успокоить консерваторов, он вряд ли сможет удержать власть. Пользуясь беспорядками в Индии после бойни с расстрелом демонстрации в Амритсаре, Аманулла решил вторгнуться в Британскую Индию.

## Силы сторон
В 1919 году афганская регулярная армия не была особенно грозной силой и могла собрать под своими знамёнами только порядка 50 000 человек. Эти силы были организованы в 21 кавалерийский полк и 75 пехотных батальонов при поддержке около 280 современных артиллерийских орудий, объединённых в 70 батарей. В дополнение к этому, эмир мог рассчитывать на поддержку до 80 000 бойцов из пограничных племён и неопределённого числа дезертиров из местных подразделений милиции, организованных британцами. Однако в целом афганская армия не была готова к войне. Как и в прошлые годы, верхние уровни офицерского корпуса были пронизаны политическими интригами. В своей книге о кампании генерал-лейтенант Джордж Молсворт дал следующую оценку армии эмира:

Афганские регулярные части  были плохо обучены, плохо оплачивались. Кавалерия была немного лучше, чем пехота... Винтовки варьировались от современных немецких, турецких и британских до устаревших винтовок Мартини и Снейдерс-Энфилд. Несколько рот пехоты имели штыки. Артиллерия включала современные 100-мм гаубицы Круппа, 75-мм горные пушки и устаревшие 7-фунтовые орудия. С боеприпасами были проблемы…— Molesworth, 1962, p. 25–26
В поддержку регулярных частей командование Афганистана рассчитывало на помощь ополчения племён, которые могли собрать до 20 000—30 000 бойцов только в высокогорном регионе Хайбер. При этом, как ни парадоксально, но племенные отряды были, вероятно, лучшей частью афганского войска — они были отлично обучены, хорошо вооружены, в основном, оружием, которое было украдено из гарнизонов, имели большое количество боеприпасов.
Англичане обладали более внушительными силами в регионе. В мае 1919 года британская и индийская армии, не считая ополченцев, насчитывали 8 дивизий, а также 5 бригад пехоты и 3 — кавалерии. Однако у границы с Афганистаном находились лишь 3 пехотных дивизии и 2 кавалерийских бригады.
Артиллерия у британцев была в дефиците, и 3 их пограничных подразделения каждый были укомплектованы лишь 2-мя батареями 18-фунтовых орудий и одной батареей 4,5-дюймовых гаубиц. Ещё несколько 15-фунтовых орудий находились на аванпостах у границы.
Британцы имели очевидное преимущество в автомобильном транспорте и радиосвязи, имели на вооружении броневики и бомбардировщики-бипланы.
Но главной проблемой для англичан стало недовольство среди своих солдат. Солдаты, уставшие от войны, с нетерпением ожидали демобилизации. Многие из подразделений индийской армии ещё не вернулись из-за границы, а те, что уже прибыли на родину, потеряли большинство опытных бойцов в боях Первой мировой войны. Вместо индийцев, сражавшихся за пределами родины, для гарнизонной службы в Индии были сформированы Территориальные войска из британцев. После 4 лет гарнизонной службы, вдали от своих семей, большинство из них были заинтересованы только в демобилизации и возвращении в Великобританию и не были готовы к войне на индийской границе.

## Боевые действия
Конфликт начался 3 мая 1919 года, когда афганские войска перешли границу на западном конце Хайберского перевала и захватили город Баг. Баг был стратегически важен для англичан и индийцев, так как обеспечивал водой Ланди-Котал, где в то время находился гарнизон из 2 рот индийской армии. Захват Бага был частью широкого вторжения афганцев, однако он был осуществлён с нарушением приказа Амануллы раньше запланированного срока. Эмир рассчитывал начать вторжение одновременно с восстанием в Пешаваре 8 мая. В итоге захват Бага послужил предупреждением британскому комиссару Северо-Западной границу, сэру Джорджу Рус-Кеппелу, который немедленно известил вице-короля, лорда Челмсфорда, о необходимости отбить Баг до восстания в Пешаваре.
6 мая британское индийское правительство объявило войну Афганистану и начало всеобщую мобилизацию. К Ланди-Коталу были отправлены сформированные 2 роты сикхов и гуркхов и 1 батальон Сомерсетской пехотной дивизии.
Между тем, вокруг Пешавара был сформирован кордон из британских войск, чтобы удержать население от волнений. Британцы пригрозили оставить город без воды, и к рассвету 8 мая ситуация в городе нормализовалась, угроза восстания миновала.
Гарнизон Ланди-Котала вырос до размера полной бригады с приходом остальной части 1 пехотной бригады. 9 мая британские и индийские войска начали атаку на афганцев, занявших Баг. Атака, однако, закончилась неудачей, когда командир бригады решил разделить свои силы и переместить почти половину своих войск для защиты фланга. В результате британцы были не в состоянии обеспечить необходимую концентрацию сил, чтобы достичь цели. Одновременно с этим, 3 британских биплана BE2С провели бомбардировку позиций афганских племён в районе Дакки.
После этого 2 и 3 пехотная бригады первой пехотной дивизии были направлены из Новшеры и Абботтабада в район Ямруда и Кача-Гари. В то же время 6-я бригада 2 пехотной дивизии передислоцировалась в Пешавар из Равалпинди, чтобы помочь подавить беспорядки там. 2 дня спустя, 11 мая, британцы провели вторую атаку на Баг силами 1 и 2 пехотных бригад при поддержке 22 пулемётов и 18 орудий под командованием генерал-майора Фаулера, которая на этот раз оказалась успешной. Атаке предшествовала получасовая бомбардировка. В итоге Стаффордширский пехотный полк и 2 батальона гуркхов загнали афганцев в Нижний Хайбер, где они были обстреляны из спрятанных в засаде горных пушек. Афганцы были вынуждены вернуться на свои территории, разгром был полный. Потери во время боя составили: у афганцев 100 погибли и 300 получили ранения, британские и индийские войска потеряли 8 человек убитыми и 31 ранеными.
Хотя Аманулла заявил, что не имеет ничего против британцев, Рус-Кеппел решил, что будет разумным продолжить наступление и приказал армии преследовать афганцев на их территории. 13 мая британские и индийские войска без сопротивления захватили контроль над западным Хайбером и заняли Дакку, однако британский лагерь был плохо готов к обороне, и британцы попали под интенсивный обстрел дальней афганской артиллерии, после чего Аманулла отдал приказ пехоте о штурме лагеря. Это нападение было остановлено, и британцы начали контрнаступление на следующий день, однако успеха также не достигли. В результате к 17 мая регион остался под контролем британцев, афганцы отступили.
Между тем, накануне британские и индийские войска начали наступление на «Хребет Стоунхендж», где укрепились около 3000 афганцев с несколькими артиллерийскими орудиями и пулемётами. Под прикрытием артиллерии отряд сикхов начал штурм, однако вскоре у них кончились боеприпасы. Атака была возобновлена через 4 часа. В условиях дневной жары сикхи достигли вершины хребта, где обнаружили, что афганцы покинули поле боя, оставив большую часть своего обмундирования, артиллерии и знамён. Во время штурма британские и индийские войска потеряли 22 человека убитыми и 157 ранеными, в то время как афганские потери были оценены в 200 убитых и 400 раненых.
В это время британцы столкнулись с дезертирством солдат, которых оставляли для гарнизонной службы в занятых районах. Лорд Челмсфорд решил, что ситуация может быть решена путём продолжения продвижения в Афганистан, чтобы поддерживать боевой дух в войсках. В рамках нападения на Хайбер были запланированы атаки на Кветту и Куррам, на севере — на Читрал и на юге — на Жоб. 24 мая британские бомбардировщики атаковали Кабул, однако в Ланди-Котале становилось всё хуже с поставками.
27 мая британский командующий в Кветте успешно атаковал афганский форт на хребте Балдак. Однако в районе Куррама ситуация для британцев превращалась в отчаянную. Афганскими силами в этой области командовал генерал Надир-хан, он обладал силой порядка 14 батальонов. Против них британцы в Тале во главе с бригадным генералом Александром Юстасом имели только 4 батальона. Юстас опасался волнений среди ополченцев Вазиристана. Он отдал приказ ополченцам покинуть свои посты, но не разрешил вернуться по домам. В итоге ополченцы восстали, и Юстас остался в Тале лишь с четырьмя неопытными индийскими ротами.
Видя, что ситуация для англичан ухудшается, Надир-хан решил атаковать Таль. Как только ополченцы покинули свои посты по приказу Юстаса, в ночь на 29 мая афганцы смогли занять башню в 500 м от форта и оттуда подожгли продовольственные склады. После отражении атаки пехоты 29 мая, на следующий день гарнизон был подвергнут бомбардировке. На выручку гарнизону Таля выдвинулась 45-я стрелковая бригада бригадного генерала Реджинальда Дайера.
Несмотря на жару, войска под командованием Дайера за 12 часов преодолели последние 18 миль (29 км) и 1 июня столкнулись с афганскими войсками, блокировавшими Таль. Дайер атаковал с флангов при поддержке артиллерии. Не выдержав натиска, афганцы отступили, гарнизон Юстаса был спасён. Во время осады британцы потеряли 94 человека, из которых 8 были убиты, 4 умерли от ран и 82 были ранены.
На следующий день, 2 июня, бригада Дайера начала атаку на афганских солдат Надир-хана, которые были расположены к западу от Таля. К Дайеру прибыл посланник Надир-хана с письмом, в котором тот сообщал, что Аманулла приказал ему прекратить боевые действия, и Надир-хан просит Дайера признать режим перемирия. Соответствующее предложение Аманулла отправил в Индию 31 мая. Однако Дайер посчитал письмо Надир-хана уловкой. Он продолжил атаку и начал преследование отходивших войск Надир-хана, обстреливая афганцев из артиллерии и броневиков.
3 июня афганский лагерь в Юсеф-Хеле был захвачен четырьмя взводами британской пехоты при поддержке артиллерии, хотя перемирие уже было подписано сторонами. Прекращение огня вступило в силу, однако некоторые бои продолжались, особенно в Читрале и в Северном Белуджистане. 8 августа 1919 года было подписано мирное соглашение в Равалпинди.

## Итоги
Потери во время конфликта составили около 1000 афганцев, погибших в боях, а британские и индийские войска потеряли 1751 человека, из них 236 были убиты в боях, 615 раненых, 566 умерли от холеры, а 334 умерли в результате других заболеваний и несчастных случаев. Результаты войны неоднозначны. По одной точке зрения, война завершилась тактической победой британцев: они отбили афганское вторжение и изгнали афганцев с индийской территории, в то время как афганские города подвергались бомбардировкам Королевских ВВС. Однако при достижении этой цели британские и индийские войска потеряли почти в 2 раза больше солдат, чем афганцы, которые в конечном счёте достигли своих стратегических политических целей.
В результате мирного договора британцы перестали субсидировать Кабул. Они также прекратили продажу оружия из Индии в Афганистан. Но одновременно с этим британское влияние в регионе уменьшилось, и афганцы смогли вернуть контроль над собственными иностранными делами. Британцы, однако, получили и некоторые политические выгоды, в первую очередь подтверждение «линии Дюранда» — политической границы, разделяющей Афганистан и Индию.

## Награждённые афганские солдаты
Солдаты, награждённые по указу Гази Амануллы Хан:
- Гази Мир Замана Хан, национальный герой Афганистана, награждённый 4 медалями, будучи Лой Ханом (Великим Ханом), Вафой (Верность), Седа́катом (Честность) и Хедматом (Служба)[40]
- Нисар Мухаммад Юсуфзай, военный герой, награждённый орденом доблести Эмирата Афганистан за военную храбрость. Будущий большевик и с 1926 года — нарком просвещения Таджикской АССР[41]. Исследователь языков малых народов Средней Азии, общественный деятель и просветитель, один из основателей Таджикской ССР,